# Мачернис, Витаутас
Витаутас Мачернис (лит. Vytautas Mačernis; 5 июня 1921, Шарнеле Тельшяйского уезда, Литва — 7 октября 1944, Жемайтская Кальвария) — литовский поэт.

## Биография
Родился в многодетной семье в деревне Шарнеле на западе Литвы. Учился в  гимназии в Тельшяй. Закончив гимназию, изучал английский язык в Университете Витовта Великого. В 1940 году перевелся в Вильнюсский университет. Посещал лекции по литуанистике, участвовал в семинарах Балиса Сруоги. В 1943 году после закрытия нацистами университета вернулся в родной край. Витаутас Мачернис владел 8 языками: литовский, немецкий, английский, французский, итальянский, русский, латинский, греческий. Считается, что в планах Мачерниса было изучение иврита.  7 октября 1944 осколок снаряда прервал жизнь поэта.

## Память
- Именем поэта названы улицы в Шарнеле, Плунге и Вильнюсе.
- Именем Витаутаса Мачерниса названа гимназия в городе Седа.

В городе Тельшяй, рядом с гимназией имени «Жемайтес», где учился поэт, в 2018 году был открыт памятник в бронзе с надписью „IŠ TAVO LIŪDNO IR PAILGO VEIDO AŠ PAŽINAU KARALIŲ TAVYJE“, («Из твоего печального и тонкого лица узнал в тебе я короля»)(вольный перевод).
В 2021 году, 21 июня в театре имени «Жемайте» был поставлен спектакль, «Корона поэту», посвящённый столетнему юбилею великого поэта.